# Toronto Argonauts

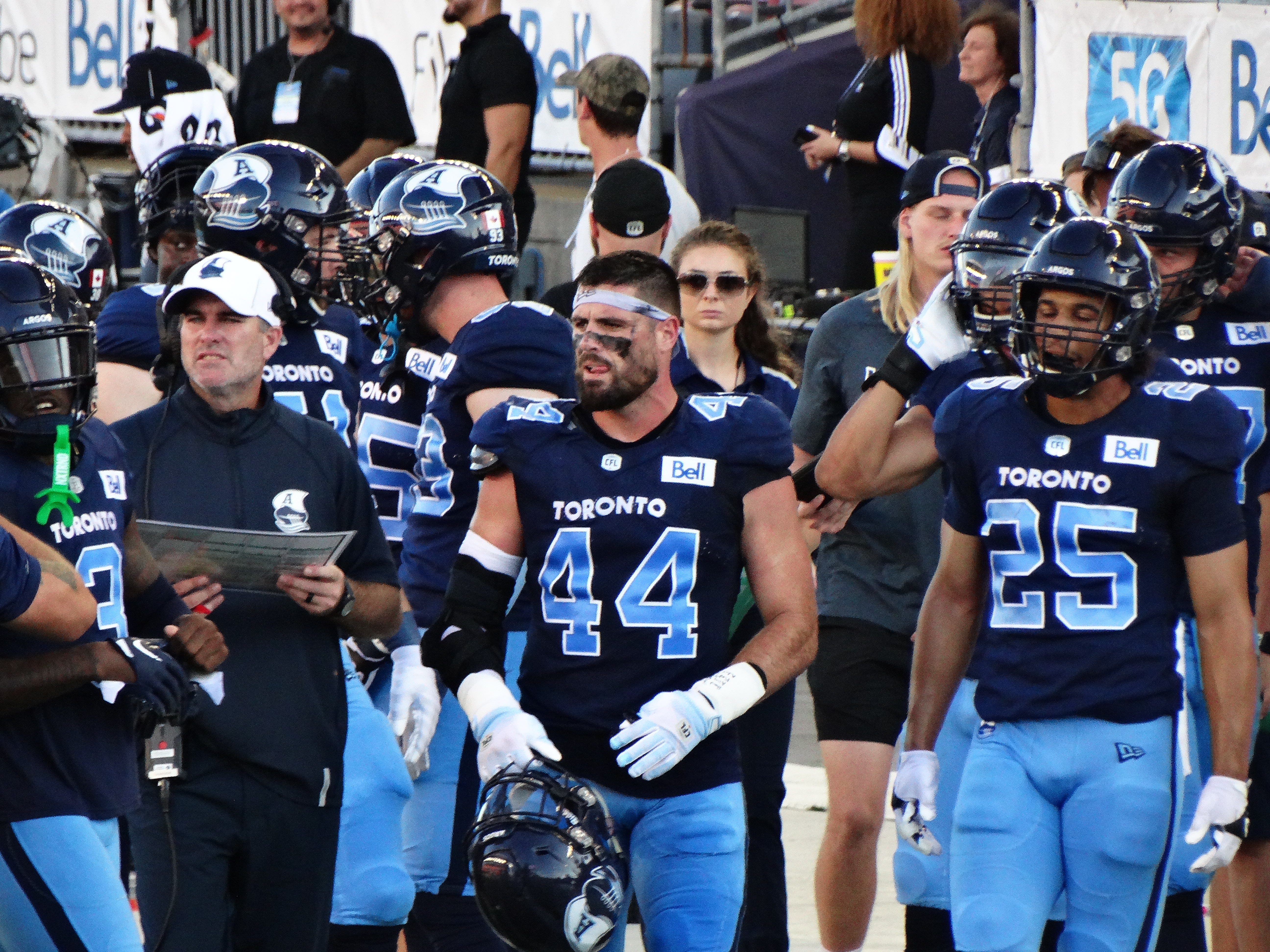

Toronto Argonauts är en professionell klubb i kanadensisk fotboll i Toronto i Ontario i Kanada som spelar i Canadian Football League (CFL).
Klubben bildades 1873 och är den äldsta klubben i både Kanada och USA som fortfarande har kvar sitt originalnamn.
Hemmaarena är BMO Field sedan 2016.

## Kända spelare
- Lionel Conacher
- Babe Dye